# Conor Doyle
Conor Joseph Doyle (nacido el 13 de octubre de 1991) es un futbolista estadounidense de origen irlandés. Juega de delantero y actualmente juega para el Puerto Rico FC de la North American Soccer League. Su padre David Doyle fue un antiguo jugador de fútbol sala.

## Clubes
| Club            | País           | Año       |
| --------------- | -------------- | --------- |
| Derby County    | Inglaterra     | 2010-2013 |
| D.C. United     | Estados Unidos | 2013-2015 |
| Colorado Rapids | Estados Unidos | 2016-     |

## Palmarés

### Campeonatos nacionales
| Título                   | Club        | País           | Año  |
| ------------------------ | ----------- | -------------- | ---- |
| Lamar Hunt U.S. Open Cup | D.C. United | Estados Unidos | 2013 |